# Estação Dostoievskaia (metro de Moscovo)
Dostoievskaia (em russo:  Достоевская) é uma das estações da linha Liublinsko-Dmitrovskaia (Linha 10) do Metro de Moscovo, na Rússia. Estação «Dostoievskaia» está localizada entre as estações «Trubnaia» e «Mariina Roshcha».